# Sodomeni, Iași
Sodomeni este o localitate componentă a municipiului Pașcani din județul Iași, Moldova, România.